# 1957년 민권법
1957년 9월의 공민권법(Civil Rights Act of 1957)은 대통령에게 흑인의 투표권 실시에 관하여 광범위한 권한을 주었다. 이 법의 규정에 따라서 법무부 내에 특별한 보호담당국이 설치되고 또한 대통령 직속으로 있는 조사위원회가 흑인들의 투표권을 보호하는 일을 맡아 하였다. 또한 1962년 2월 케네디 대통령이 제출한 인종차별 철폐법이 1964년 6월 존슨 대통령에 의해서 성립되었다. 이 법은 흑인의 투표권보증, 공공시설에서의 차별금지, 흑백인공학(黑白人共學)의 추진, 차별조사를 위한 연방 공민권위원회(聯邦公民權委員會)의 존속, 고용기회의 평등화, 투표상황의 조사, 공민권 사건에 대한 법정 절차의 보호, 지역사회개발국의 설치 등을 다같이 포함하고 있다.